# ISO 1
ISO 1 es un estándar internacional que especifica las condiciones normales de temperatura para la especificación y verificación geométricas de un producto. La temperatura se fija a 20 grados Celsius, que es igual a 293,15 kelvins y 68 grados Fahrenheit.
Debido a la dilatación térmica, las mediciones de precisión de longitud necesitan realizarse (o convertirse) a una temperatura definida. ISO 1 ayuda con mediciones de comparación definidas para la temperatura de referencia. La temperatura de 20 °C fue adoptada por el CIPM el 15 de abril de 1931, y se convirtió en la recomendación ISO número 1 en 1951. Rápidamente sustituyó, en todo el mundo, otras referencias de temperatura para mediciones de longitud que la industria y equipos de precisión habían usado hasta entonces, incluyendo 0 °C, 62 °F, y 25 °C. Entre las razones para el cambio a 20 °C estaban que era una temperatura confortable y practica de trabajo y que resultaba ser un valor entero tanto en las escala Celsius como en la Fahrenheit.